# Eurya prunifolia
Eurya prunifolia är en tvåhjärtbladig växtart som beskrevs av Ping Sheng Hsu. Eurya prunifolia ingår i släktet Eurya och familjen Pentaphylacaceae. Inga underarter finns listade i Catalogue of Life.